# Eduard Grüneisen

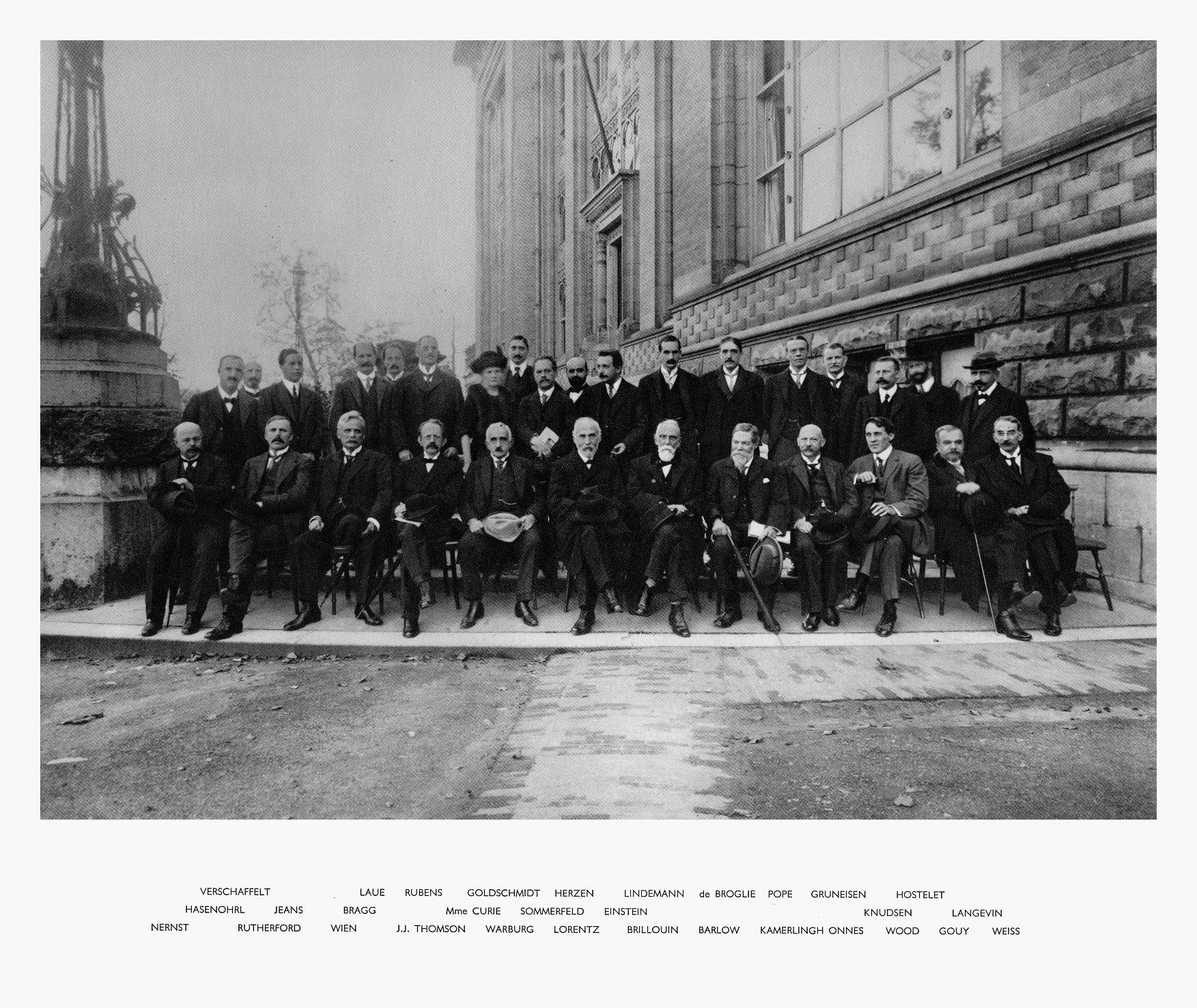
Eduard Grüneisen auf der Solvay-Konferenz 1913 (stehend, vierter von rechts)

Eduard August Grüneisen (* 26. Mai 1877 in Giebichenstein; † 5. April 1949 in Marburg) war ein deutscher Physiker. Er verfasste Arbeiten zur Messung der Schallgeschwindigkeit und zur Festkörperphysik und war 20 Jahre lang (1929–1949) geschäftsführender Herausgeber der Annalen der Physik.

## Wissenschaftlicher Werdegang
Grüneisen, ein Sohn des Pfarrers Eduard (1841–1916), studierte in Halle und Berlin, vor allem bei Max Planck und bei Emil Warburg, der ihn 1900 mit einer Arbeit über Elektrizitäts- und Wärmeleitung in Metallen promovierte. 1905 habilitierte Grüneisen sich in Berlin. Als Assistent ging er an die Physikalisch-Technische Reichsanstalt in Berlin-Charlottenburg, wurde 1904 ständiger Mitarbeiter, 1911 Leiter des Schwachstromlaboratoriums und 1919 Direktor der Abteilung für Elektrizität und Magnetismus. 1927 wurde er ordentlicher Professor der Experimentalphysik und Direktor des Physikalischen Instituts in Marburg. Im Jahr 1940 wurde Grüneisen zum Mitglied der Leopoldina gewählt.
Seine im Ersten Weltkrieg als Nachrichtenoffizier gewonnenen Erfahrungen mit Elektronenröhren nutzte Grüneisen zu Messungen der Schallgeschwindigkeit in Gasen über sehr weite Frequenzbereiche. Die Messmethodik führte durch seinen Marburger Assistenten Hans Otto Kneser zur Auffindung der Dispersion des Schalles von verschiedenen Gasen und ihrer Deutung.
Grüneisen hat gezeigt, dass der Quotient aus thermischem Ausdehnungskoeffizient α und spezifischer Wärmekapazität cp temperaturunabhängig ist (Grüneisenregel):
{\displaystyle {\frac {\alpha }{c_{p}}}\neq f(T)}
Grüneisen behandelte unabhängig von Felix Bloch den elektrischen Widerstand bei tiefen Temperaturen,  weshalb die Bloch-Grüneisen-Formel und die Bloch-Grüneisen-Temperatur nach beiden benannt sind.

## Persönliches
Obwohl Grüneisen im November 1933 das Bekenntnis der Professoren an den deutschen Universitäten und Hochschulen zu Adolf Hitler unterzeichnet hatte, sorgte er für ein liberales Klima an seinem Institut. Der „nicht-arische“ Student Heinrich Hermann Barschall aus Berlin wurde nach Vermittlung durch Max Planck 1936 von Grüneisen am Institut aufgenommen, nachdem er in Berlin seinen Studienabschluss nicht mehr ablegen konnte. Barschall beschreibt in seinen Lebenserinnerungen die Atmosphäre am Marburger Physikinstitut wie folgt:

„The physics institute at Marburg was an oasis where Hitler’s existence was barely noticeable.“

Dies schreibt er Grüneisen zu. In Grüneisens Nachruf schreiben die Verfasser, dass Grüneisen ein  „Inbegriff vornehmer Sachlichkeit und gütiger Menschlichkeit, ein Zentrum des Vertrauens vor wie nach 1933, vor wie nach 1945,“ gewesen war. In einem weitern Nachruf schreibt E. Huster über Grüneisens Wirken, dass „politische Einflüsse auch in der vergangenen Epoche der Arbeit des Institutes fernblieben und dort bis kurz vor dem Kriege ‚rassisch Mißliebige‘ einträchtig auch mit Angehörigen von NS-Organisationen zusammen arbeiteten“.